# أحمد موفق زيدان
أحمد موفق زيدان هو إعلامي وكاتب سوري مُتخصِّص في الشأن الباكستاني والأفغاني ومدير مكتب الجزيرة في باكستان وله عدة مؤلفات. لعل أبرزها «صيف أفغانستان الطويل: من الجهاد إلى الإمارة» وفي هذا الكتاب ومن خلال خبرته الإعلامية التي قضاها في المنطقة مراسلاً لصحف كالشرق الأوسط والحياة والمسلمون ومجلات كالمجلة والوسط وكاتباً بصحف باكستانية، ومراسلاً لإذاعات الشرق والكويت وصوت ألمانيا، ثم مديراً لمكتب قناة الجزيرة في باكستان، ولقاءاته المعروفة بصناع الحدث، يرسم صورة لتاريخ بلد ملء الدنيا وشغل الناس على مدى عقود، ولا يزال وربما سيظل مصطلح الأفغنة يلقي بتفاعلاته علينا جميعاً مما يفرض علينا أهمية قراءة التجربة.

## مؤلفاته
- طالبان أفغانستان مستقبل الحركة و آفاق الدولة[4][5]
- صعود طالبان: طالبان الإمارة الثانية[6][7]
- صيف أفغانستان الطويل: من الجهاد إلى الإمارة[3][8]
- آسيا الوسطى: الهوية الضائعة[9][10]